# Liste der Baudenkmäler in Lüsen
Die Liste der Baudenkmäler in Lüsen (italienisch Luson) enthält die 18 als Baudenkmäler ausgewiesenen Objekte auf dem Gebiet der Gemeinde Lüsen in Südtirol.
Basis ist das im Internet einsehbare offizielle Verzeichnis der Baudenkmäler in Südtirol. Dabei kann es sich beispielsweise um Sakralbauten, Wohnhäuser, Bauernhöfe und Adelsansitze handeln. Die Reihenfolge in dieser Liste orientiert sich an der Bezeichnung, alternativ ist sie auch nach der Adresse oder dem Datum der Unterschutzstellung sortierbar.

## Liste
| Foto |                 | Bezeichnung                                              | Standort                     | Eintragung                   | Beschreibung                  | Metadaten                                    |
| ---- | --------------- | -------------------------------------------------------- | ---------------------------- | ---------------------------- | ----------------------------- | -------------------------------------------- |
| BW   | Datei hochladen | Gasser ID: 15706                                         | 46° 45′ 17″ N, 11° 45′ 28″ O | 14. März 1983 (BLR-LAB 1327) | Ländliches Wohnhaus/Bauernhof | KG: Lüsen Bauparzelle: 65                    |
| ja   | Datei hochladen | Kapelle und Kornkasten beim Villpederer ID: 15705        | 46° 46′ 25″ N, 11° 44′ 10″ O | 14. März 1983 (BLR-LAB 1327) | Kapelle, 1751 vergrößert      | KG: Lüsen Bauparzelle: 24, 25                |
| BW   | Datei hochladen | Koch mit Wirtschaftsgebäude ID: 15711                    | 46° 44′ 42″ N, 11° 45′ 38″ O | 14. März 1983 (BLR-LAB 1327) | Ländliches Wohnhaus/Bauernhof | KG: Lüsen Bauparzelle: 113                   |
| BW   | Datei hochladen | Laseider ID: 15716                                       | 46° 43′ 30″ N, 11° 47′ 49″ O | 14. März 1983 (BLR-LAB 1327) | Ländliches Wohnhaus/Bauernhof | KG: Lüsen Bauparzelle: 258                   |
| BW   | Datei hochladen | Mair ID: 15708                                           | 46° 44′ 48″ N, 11° 45′ 29″ O | 23. Sep. 1949 (MD)           | Ländliches Wohnhaus/Bauernhof | KG: Lüsen Bauparzelle: 97                    |
| BW   | Datei hochladen | Maria-Schnee-Kapelle beim Kompatscher in Flitt ID: 15718 | 46° 44′ 27″ N, 11° 46′ 52″ O | 14. März 1983 (BLR-LAB 1327) |                               | KG: Lüsen Bauparzelle: 210                   |
| BW   | Datei hochladen | Marienkapelle beim Huber in Flitt ID: 15717              | 46° 44′ 25″ N, 11° 46′ 40″ O | 14. März 1983 (BLR-LAB 1327) | Kapelle                       | KG: Lüsen Bauparzelle: 328                   |
| BW   | Datei hochladen | Marienkapelle beim Kreuzploner ID: 15704                 | 46° 45′ 25″ N, 11° 43′ 17″ O | 3. Dez. 1990 (BLR-LAB 7691)  | Kapelle                       | KG: Lüsen Bauparzelle: 15                    |
| BW   | Datei hochladen | Maurer ID: 15712                                         | 46° 44′ 43″ N, 11° 46′ 8″ O  | 14. März 1983 (BLR-LAB 1327) | Ländliches Wohnhaus/Bauernhof | KG: Lüsen Bauparzelle: 131                   |
| BW   | Datei hochladen | Niedrist mit Marienkapelle ID: 15703                     | 46° 45′ 15″ N, 11° 42′ 1″ O  | 14. März 1983 (BLR-LAB 1327) | Ländliches Wohnhaus/Bauernhof | KG: Lüsen Bauparzelle: 7                     |
| BW   | Datei hochladen | Obermühler ID: 15713                                     | 46° 44′ 35″ N, 11° 45′ 36″ O | 14. März 1983 (BLR-LAB 1327) | Ländliches Wohnhaus/Bauernhof | KG: Lüsen Bauparzelle: 166                   |
| BW   | Datei hochladen | Pardeller ID: 15719                                      | 46° 44′ 39″ N, 11° 46′ 7″ O  | 14. März 1983 (BLR-LAB 1327) | Ländliches Wohnhaus/Bauernhof | KG: Lüsen Bauparzelle: 132                   |
| BW   | Datei hochladen | Pardellermühle ID: 15720                                 | 46° 44′ 29″ N, 11° 45′ 31″ O | 14. März 1983 (BLR-LAB 1327) | Mühle                         | KG: Lüsen Bauparzelle: 169                   |
| ja   | Datei hochladen | Pfarrkirche St. Georg mit Friedhof ID: 15710             | 46° 44′ 47″ N, 11° 45′ 40″ O | 14. März 1983 (BLR-LAB 1327) | Kirche                        | KG: Lüsen Bauparzelle: 99 Grundparzelle: 124 |
| BW   | Datei hochladen | Plaseller ID: 15707                                      | 46° 45′ 4″ N, 11° 45′ 38″ O  | 16. Feb. 1987 (BLR-LAB 602)  | Ländliches Wohnhaus/Bauernhof | KG: Lüsen Bauparzelle: 84/1, 84/2            |
| BW   | Datei hochladen | Säge am Kaserbach ID: 15714                              | 46° 44′ 26″ N, 11° 45′ 29″ O | 3. Dez. 1990 (BLR-LAB 7621)  | Sägewerk                      | KG: Lüsen Bauparzelle: 170                   |
| BW   | Datei hochladen | St. Kilian ID: 15709                                     | 46° 44′ 49″ N, 11° 45′ 41″ O | 14. März 1983 (BLR-LAB 1327) | Kirche                        | KG: Lüsen Bauparzelle: 98                    |
| ja   | Datei hochladen | St. Nikolaus in Petschied ID: 15715                      | 46° 43′ 52″ N, 11° 46′ 57″ O | 14. März 1983 (BLR-LAB 1327) | Kirche                        | KG: Lüsen Bauparzelle: 230                   |

Falls bei einem Baudenkmal keine Koordinaten bekannt sind, werden ersatzweise die Katasterdaten zum Zeitpunkt der Unterschutzstellung angegeben. Diese sind weder offiziell noch zwingend aktuell.
Die vom Landesdenkmalamt übernommenen Adressen können veraltet sein.
| Foto:   | Fotografie des Denkmals. Klicken des Fotos erzeugt eine vergrößerte Ansicht. Daneben finden sich zwei Symbole: |
| ID      | Identifikator beim Südtiroler Landesdenkmalamt                                                                 |
| KG      | Katastralgemeinde                                                                                              |
| MD      | Ministerialdekret                                                                                              |
| BLR-LAB | Beschluss der Landesregierung – Landesausschussbeschluss                                                       |